# Остров Мордвинова
Остров Мордвинова, также Элефант (англ. Elephant Island) — покрытый льдом остров архипелага Южные Шетландские острова. Находится примерно в 1300 км к юго-западу от Южной Георгии и в 900 км к юго-востоку от мыса Горн.

## География

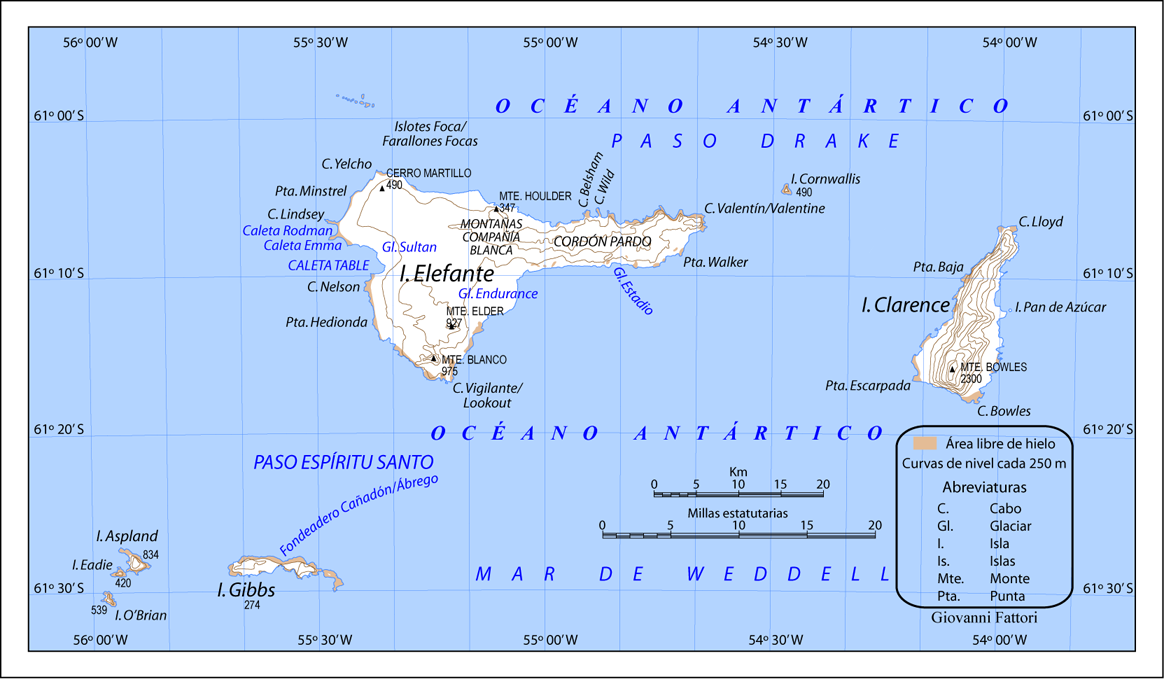
Карта северо-восточной группы Южных Шетландских островов (остров Мордвинова — самый крупный)

Остров Мордвинова — крупнейший в северо-восточной группе Южных Шетландских островов, расположен западнее островов Шишкова (Кларенс) и Михайлова (Корнуоллис) и северо-восточнее острова Рожнова (Гиббс).
Размеры острова — 47 на 27 километров, направление с запада на восток. Высшая точка острова — 852 метра над уровнем моря.

## История
Остров был открыт в начале февраля 1820 года во время плавания Эдварда Брансфилда. Первое название Остров морских слонов (англ.  Sea Elephant Island) ему дал английский промысловик Роберт Филдс (англ.  Robert Fildes) из-за множества замеченных на его побережье этих морских животных.
29 января 1821 года остров был картографирован экспедицией Ф. Ф. Беллинсгаузена и назван им в честь адмирала С. И. Мордвинова.
Остров стал наиболее известен после окончания Имперской трансантарктической экспедиции Шеклтона (1914—1917), когда 14 апреля 1916 года на нём высадились 28 членов команды раздавленного в море Уэдделла судна «Эндьюранс». 17 апреля участники экспедиции основали лагерь на мысе Уайлд (названного в честь Фрэнка Уайлда — заместителя Шеклтона), где под руководством Уайлда провели зимовку до 30 августа 1916 года, пока не были эвакуированы Шеклтоном в Пунта-Аренас.

## Галерея изображений

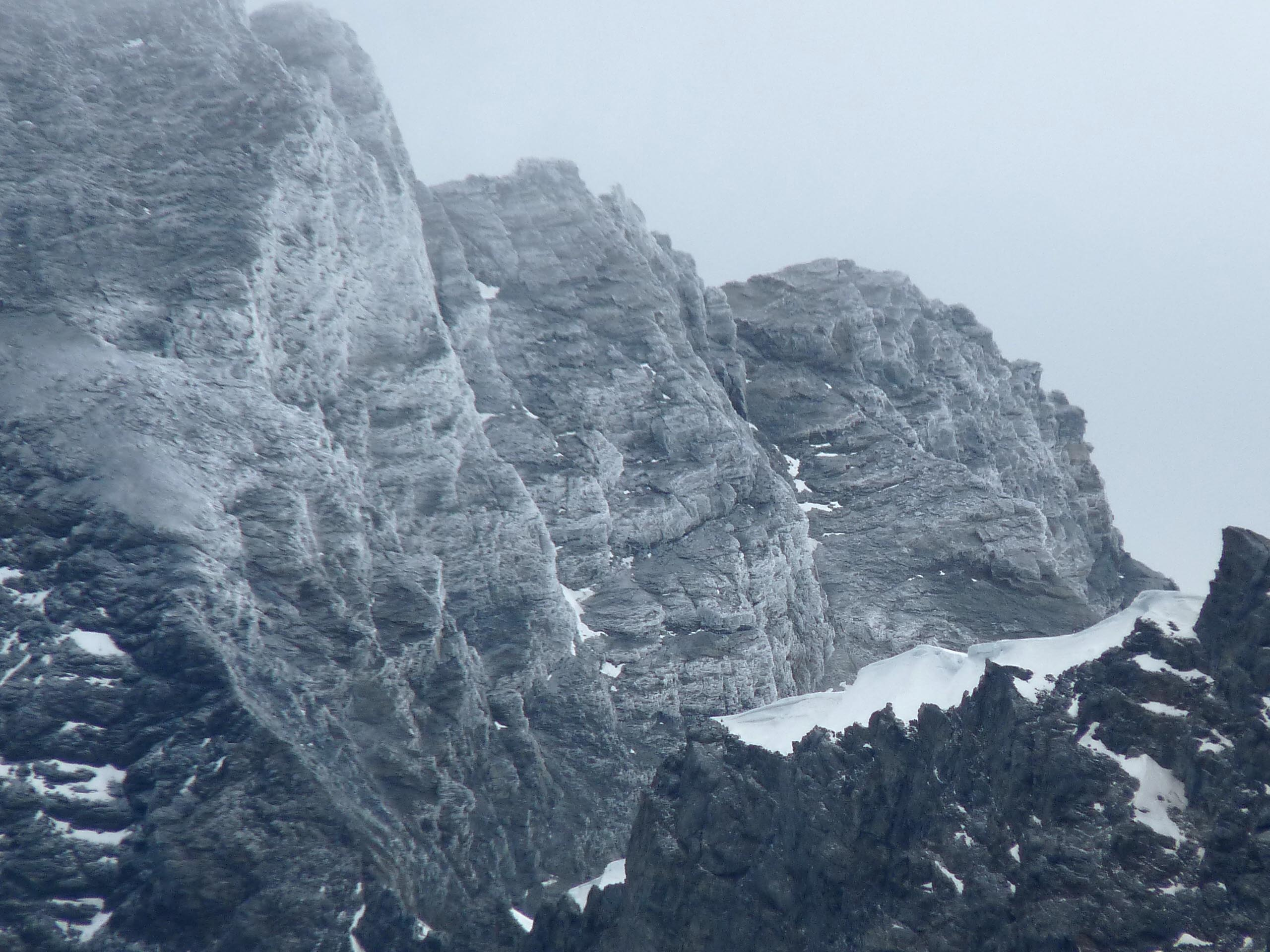
Скальный рельеф острова
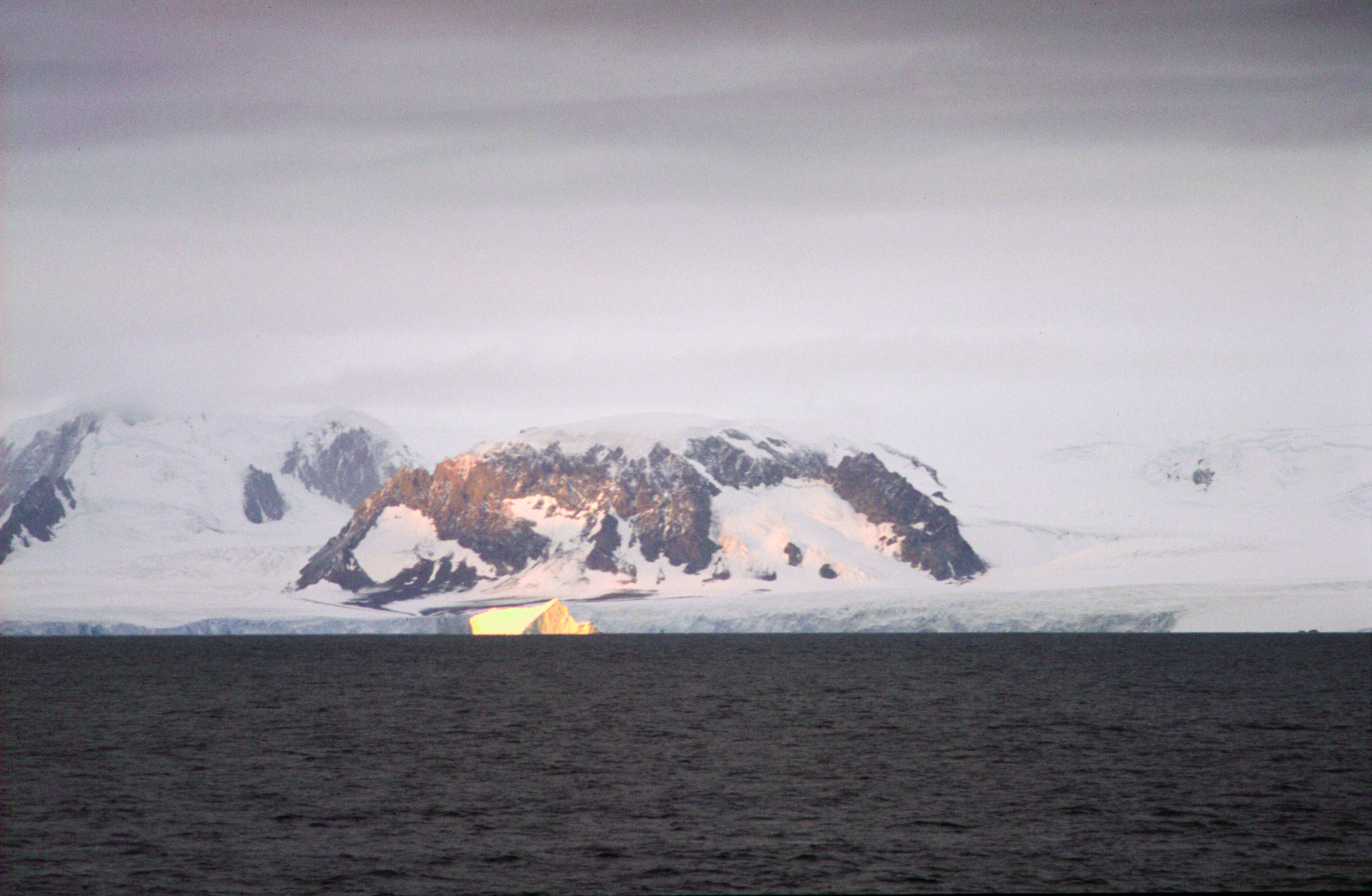
Фотография острова, сделанная с моря сотрудником  NOAA
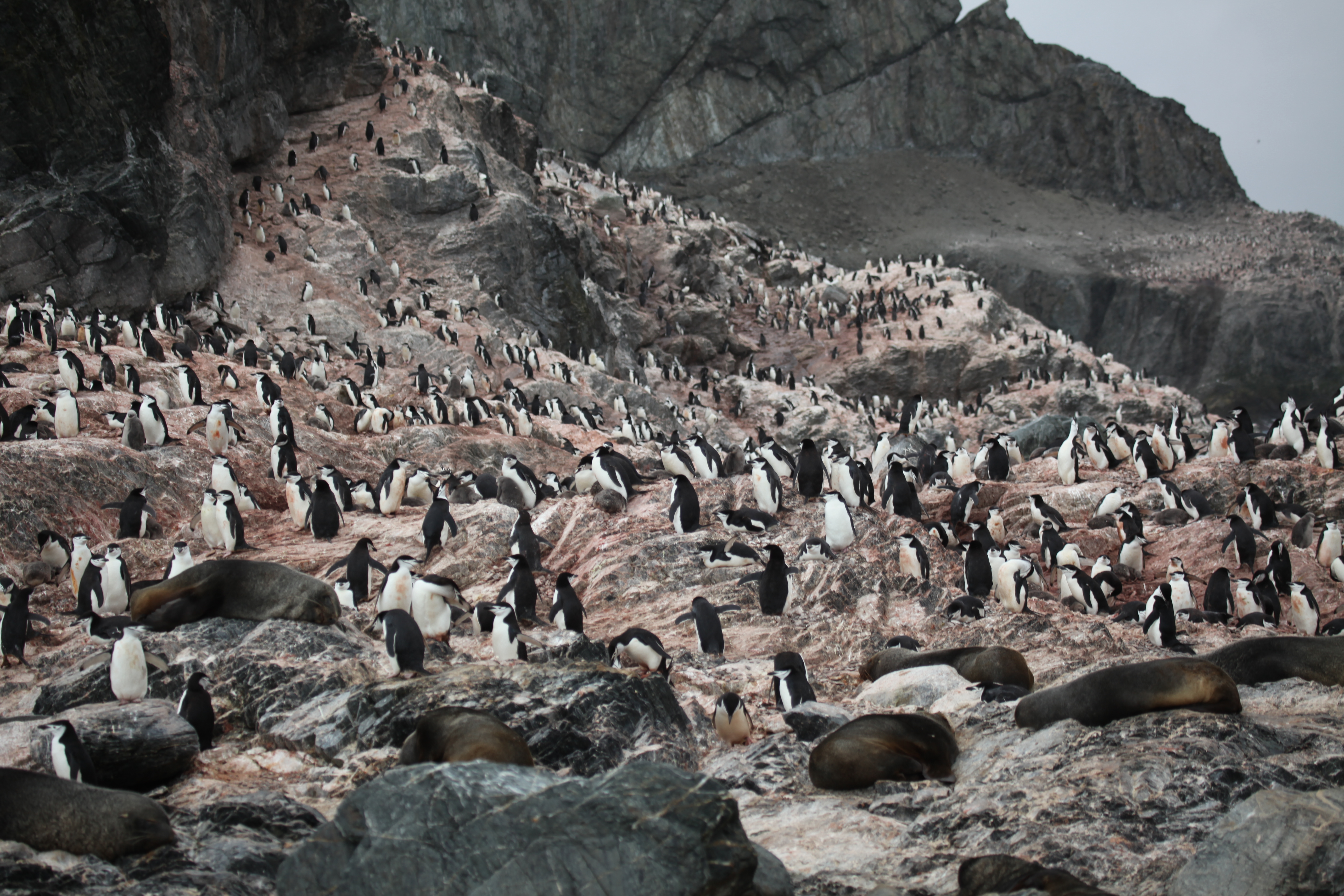
Антарктические пингвины и кергеленские морские котики
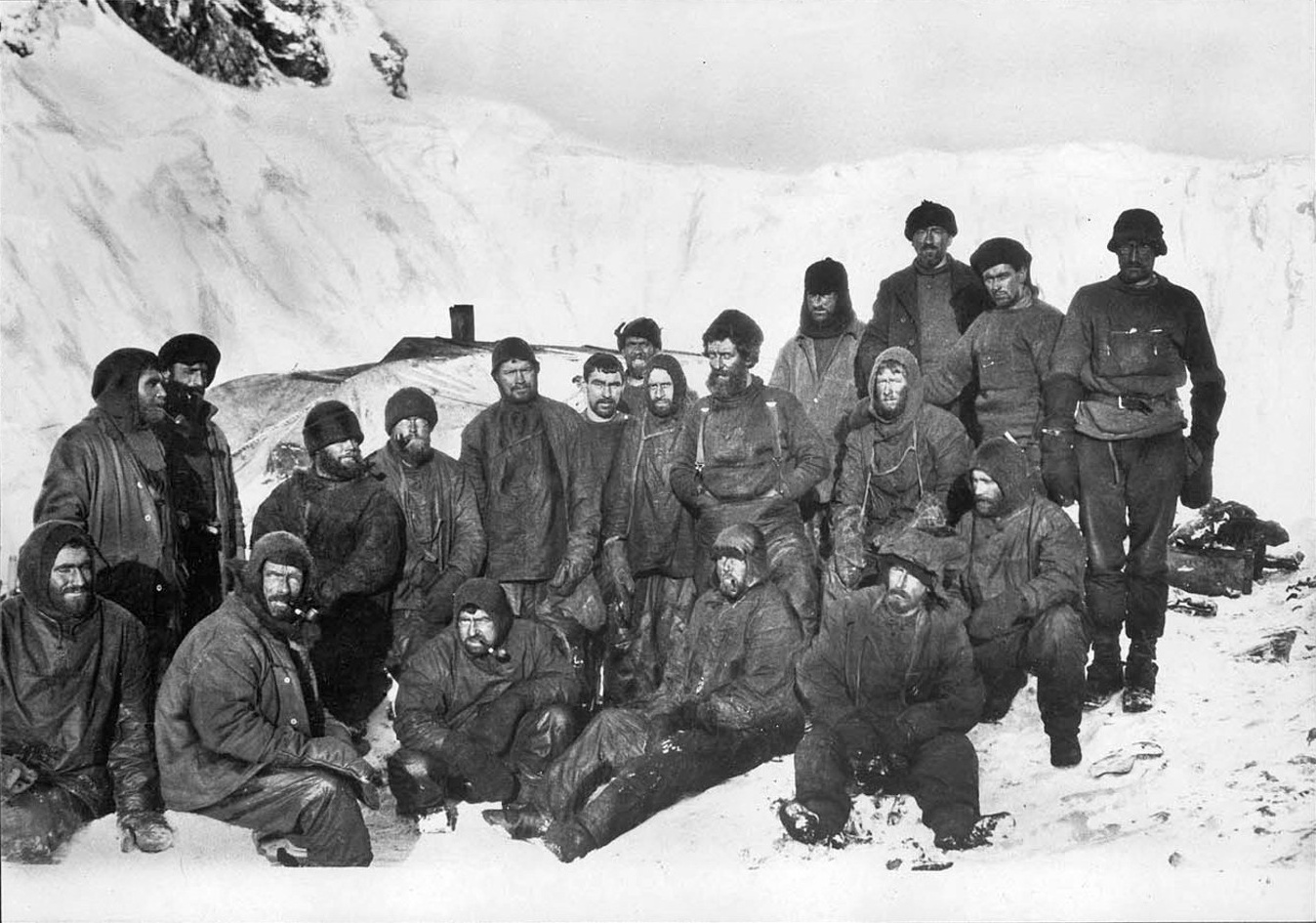
Экспедиция 1916 года